# Bayan Obo

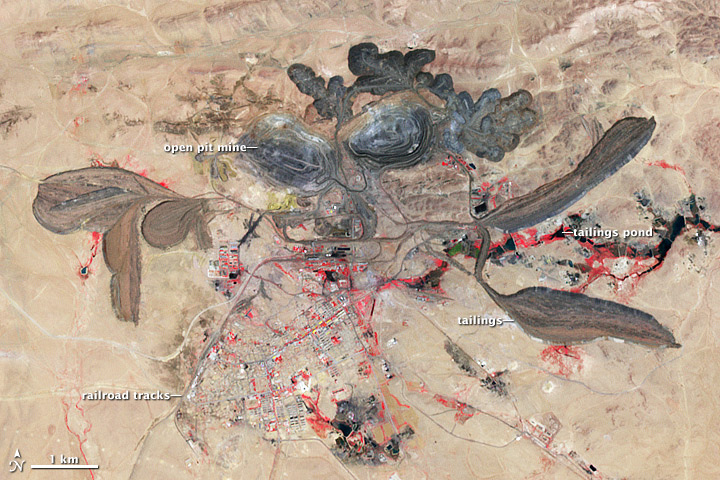
Zdjęcie satelitarne Bayan Obo z 2006 roku

Bayan Obo (chiń. upr. 白云鄂博矿区; chiń. trad. 白雲鄂博礦區; pinyin Báiyún'èbó Kuàngqū) – dzielnica górnicza w prefekturze miejskiej Baotou w północnych Chinach, w regionie autonomicznym Mongolia Wewnętrzna. W 2010 roku liczyła ok. 26 tys. mieszkańców. Ośrodek eksploatacji złóż metali ziem rzadkich.

## Charakterystyka
Dzielnica oddalona jest o około 120 kilometrów od centrum Baotou. Kopalnie w Bayan Obo od 2005 roku do dziś wydobywają od 45% do 70% światowej produkcji metali ziem rzadkich. Działają przynajmniej dwie kopalnie odkrywkowe. Otaczają je liczne stawy i hałdy odpadów poeksploatacyjnych. W 1927 roku odkryto tu złoże rudy żelaza. Metale ziem rzadkich odkryto dekadę później – w 1936 roku, a rudy zawierające niob pod koniec lat 50. XX wieku. Obecnie rezerwy metali pierwiastków ziem rzadkich w Bayan Obo szacuje się na ponad 40 milionów ton, co stanowi 70% znanych światowych rezerw. Oprócz tego badania wskazują na występowanie około miliona ton Nb2O5, a złoża rudy żelaza szacuje się na 470 milionów ton. Złoża pod Bayan Obo zawierają również około 130 milionów ton fluorytu (również największe na świecie znane złoże). Oprócz tego w okolicy występują i są wydobywane: monacyt, eschynit, alanit, apatyt, paryzyt, huanghoit, fergusonit, fersmit, ksenoti, daqingshanit, kordylit, karbocernait, chevkinit, brytolit, magnetyt, hematyt, fluoryt, apatyt, baryt, rutyl niobu, kolumbit, martit, pirochlor, piryt, anataz.